# Los subdesarrollados
Los subdesarrollados es una película cómica española estrenada en 1968, dirigida por Fernando Merino y protagonizada por Laura Valenzuela, Tony Leblanc y Alfredo Landa.

## Sinopsis
Julio y el bombero Timoteo tienen una agencia clandestina de detectives en Madrid llamada I.I.S.S. (International Investigation Spanish Section) que se ocupa de descubrir las infidelidades de los maridos o mujeres de sus clientes. Un buen día, Ana les encarga que investiguen las aventuras extramatrimoniales de su esposo Ramón.

## Reparto
- Tony Leblanc como Julio García Gutiérrez
- Alfredo Landa como Timoteo Fonseca
- Laura Valenzuela como Ana Vidal Ramírez
- Lina Morgan como Rosita
- Manolo Gómez Bur como Ramón Aguirre Sacristán
- María Silva como Laly
- Luchy Soto como Doña Acacia
- Erasmo Pascual como Don Alejandro
- Marisol González como Angelines
- Fernando Nogueras como Policía
- Emilio Rodríguez como Pepe - El policía
- Venancio Muro como	Cobrador del gas
- Alfredo Santacruz como Rogelio - El abogado
- María Luisa San José como Isabel
- Ricardo Merino como Marido enfurecido
- Fernando Sánchez Polack como Jefe de bomberos
- Diana Sorel como Merche
- Javier Loyola como Antonio